# Província de Iyo
Iyo (伊予国, Iyo-no-kuni) foi uma das antigas províncias do Japão na área que hoje é a prefeitura de Ehime em Shikoku. Iyo fazia fronteira com as províncias de Awa, Sanuki, e Tosa.

Mapa das províncias japonesas (1868) com a província de Iyo em destaque

A antiga capital da província situava-se perto da atual Imabari. Durante o Período Sengoku, foi dividida em vários feudos, sendo o maior deles comandado pelo Castelo de Matsuyama em Matsuyama. Foi brevemente unificada pelo clã Chōsokabe da vizinha Tosa, mas Toyotomi Hideyoshi invadiu Shikoku em 1584 e realocou os feudos. Durante o Período Edo a província foi controlada pelo Domínio de Uwajima.
As pessoas falavam o Iyo-ben.

## Iyo kenkai
lista incompleta dos governadores de Iyo (Iyo kenkai)
- Fujiwara no Munemichi - 1092 - 1095
- Minamoto no Akimichi - 1095